# Arciprestado de Tavira
O Arciprestado de Tavira pertence à Diocese do Algarve.

## Paróquias
- Alcoutim
- Azinhal
- Cacela
- Cachopo
- Castro Marim
- Conceição de Tavira
- Giões
- Luz de Tavira
- Martinlongo
- Monte Gordo
- Odeleite
- Pereiro
- Santa Maria do Castelo
- Santo Estevão
- Santiago
- Vaqueiros
- Vila Real de Santo António

## Polémica
Em 2007, um abaixo-assinado foi entregue ao bispo do Algarve, D. Manuel Neto Quintas, a pedir a expulsão do pároco da Luz de Tavira, Carlos Alberto Marques de Matos, o qual disse que a iniciativa emanava de “pessoas instrumentalizadas e com pouca formação cristã".